# Bronkruid
Bronkruid (Montia) is een geslacht uit de familie Montiaceae. De soorten komen voor in Europa, Afrika, Antarctica, Zuid-Amerika, Australazië, Noord-Amerika en de gematigde delen van Azië

## Soorten
- Montia angustifolia Heenan
- Montia australasica (Hook.f.) Pax & K.Hoffm.
- Montia biapiculata Lourteig
- Montia bostockii (A.E.Porsild) S.L.Welsh
- Montia calcicola Standl. & Steyerm.
- Montia calycina Pax & K.Hoffm.
- Montia campylostigma (Heenan) Heenan
- Montia chamissoi (Ledeb. ex Spreng.) Greene
- Montia dichotoma (Nutt.) Howell
- Montia diffusa (Nutt.) Greene
- Montia drucei (Heenan) Heenan
- Montia erythrophylla (Heenan) Heenan
- Montia fontana L. - Groot bronkruid
- Montia hallii (A.Gray) Greene
- Montia howellii S.Watson
- Montia linearis (Douglas) Greene
- Montia parvifolia (Moc. ex DC.) Greene
- Montia racemosa (Buchanan) Heenan
- Montia sessiliflora (G.Simpson) Heenan
- Montia vassilievii (Kuzen.) McNeill

Calandrinia · 
Calyptridium · 
Cistanthe · 
Claytonia (Winterpostelein) · 
Hectorella · 
Lenzia · 
Lewisia · 
Lewisiopsis · 
Lyallia · 
Montia (Bronkruid) · 
Montiopsis · 
Parakeelya · 
Phemeranthus · 
Philippiamra · 
Schreiteria